# Punkowa Orkiestra Świątecznej Pomocy
Punkowa Orkiestra Świątecznej Pomocy (POŚP) – oddolna inicjatywa charytatywna mająca na celu wspieranie działalności WOŚPu; fundusze uzbierane podczas koncertów były przekazywane na rzecz inicjatywy Jerzego Owsiaka. POŚP odbywała się w latach 1993–2003 i 2010–2011, organizował ją głównie Janusz Krzeczowski.
Przedsięwzięcie polegało na organizacji koncertów w Krakowie, w których występowali wykonawcy muzyki punkowej, a także punk rockowej, reggae, metalu, rock and rolla, ska oraz Oi!. Udział w niej wzięli wykonawcy zarówno z Polski, jak i z zagranicy.

## Historia

### I edycja (1993)
Pierwszy koncert Punkowej Orkiestry Świątecznej Pomocy odbył się dnia 20 marca 1993 roku w krakowskim Domu Kultury Solvay. Tego dnia doszło do bójek między skinheadami a punkami udającymi się na pierwszy koncert; mimo to, wydarzenie doszło do skutku. Uczestniczyło w nim 800 osób, udało się zebrać 6 milionów starych złotych. W koncercie udział wzięły następujące zespoły: Gilette, Parasite, JetFire, R.P.A., Wilder, Garbate Aniołki, Terapia Ewolucyjna, Amnestia, Zyklon B, Bojkot, Moonwalker oraz Ga-Ga.
Organizatorzy Punkowej Orkiestry Świątecznej Pomocy ustalili symboliczną opłatę w wysokości 50 złotych na członka zespołu oraz zwracali koszty dojazdu. Po zakończeniu pierwszego koncertu wysłali list do Jerzego Owsiaka; ten wyraził zdecydowane zadowolenie z powodu organizacji podobnej charytatywnej inicjatywy.

### II edycja (1994)
Prace nad organizacją II edycji koncertu rozpoczęły się w październiku 1993 roku, wydarzenie odbyło się w następnym roku w Hali Sokoła, jednocześnie była to pierwsza edycja, w której uczestnicy otrzymali za darmo wegetariański posiłek. Właściciel Hali Sokoła uznał jednak, że jego budynek nie jest dobrym miejscem na organizację koncertów w tym stylu; wydarzenie nie zostało jednak przerwane ze wzgłędu na dopłatę ze strony organizatorów.
Organizatorzy POŚP-u otrzymali kilka listów, z których treści wynikało, że przedsięwzięcie zostało ciepło przyjęte; z tego powodu w 1994 roku zorganizowano kilka podobnych przedsięwzięć na mniejszą skalę, odbywały się one w studenckim klubie Pod Przewiązką i koncertowały na nich zespoły m.in. Włochaty, Ga-Ga, Farben Lehre, Quo Vadis oraz Będzie Dobrze.

### III edycja (1995)
III edycja Punkowej Orkiestry Świątecznej Pomocy odbyła się w Hali Korony, przybyło na nią 2 tysiące osób z całej Polski, udało się uzbierać około 110 mln starych złotych/11 tys. nowych złotych. Zaprzestano natomiast organizacji koncertów na mniejszą skalę, nie odbywały się już w klubie Pod Przewiązką z powodu skarg ze strony studentów na nadmierny hałas.

### IV edycja (1996)
Koncert w ramach IV edycji POŚP-u po raz drugi odbył się w Hali Korony, udział wzięło około 1800 osób. Jednym z koncertujących zespołów były Blade Loki. Podczas trwania wydarzenia uszkodzona została budka z hamburgerami, koszty naprawy zostały pokryte z uzbieranych pieniędzy.
Po raz pierwszy koncert został zarejestrowany profesjonalnym sprzętem, dokonali tego operatorzy pracujący dla Telewizji Wisła, jednak pełne nagranie nie zostało nigdy wyemitowane. Dana stacja telewizyjna wyemitowała jednak 40-minutowy materiał zawierający między innymi wywiady z członkami punkowych zespołów, został zaprezentowany w programie Śruba i spotkał się z dużą aprobatą ze strony widzów.

### V edycja (1997)
V edycja odbyła się dnia 21 września w 1997 roku w Hali Wisły Kraków, na wydarzenie przybyło łącznie około 2,5 tys. osób z Polski, Czech, Niemiec oraz Łotwy. Na koncercie obecne były zespoły Psy Wojny, Farben Lehre, Bunkier oraz szkocki zespół The Exploited, dla którego był to pierwszy koncert w Polsce. W ramach wydarzenia zorganizowano po raz pierwszy Czad-Giełdę, pojawiła się także pierwsza profesjonalna kaseta z nagraniem koncertu, którą wydano jako Punk Festiwal.

### VI edycja (1998)
Na koncert w ramach VI edycji zaproszono dwa zagraniczne zespoły punkowe: niemiecką Toxoplasmę oraz brytyjski Charged GBH. Pierwszy jednak nie wystąpił, natomiast drugi się spóźnił – wokaliści zespołu Charged GBH, będący wówczas na trasie koncertowej obejmujący Niemcy, Czechy i Polskę, zostali na terenie Czech okradzeni ze sprzętu oraz zatrzymani przez policję na okres kilkunastu godzin z powodu podejrzeń o sfingowanie kradzieży w celu otrzymania pieniędzy z ubezpieczenia. Koncert został nagrany na kasecie betacam.
Organizatorzy do każdego biletu dodawali kasetę z utworami zespołu Hurt; mimo to, na koncert przybyło tylko około 1200 osób. Ponadto doszło do podrabiania biletów oraz zaatakowano wolontariusza POŚP; sprawca został skazany na 2 lata pozbawienia wolności.

### VII edycja (1999)
VII edycja POŚP-u odbyła się w Klubie Studenckim 38, sprzedano około 1700 biletów. Udział w koncercie wzięły m.in. następujące zespoły: Bunkier, Robotnik, Brudne Dzieci Sida, Faza Stefana, Quo Vadis oraz Ga-Ga.
W ramach koncertu zorganizowano także Czad-Giełdę; sprzedawcy płacili 50 zł od małego stoiska oraz 100 zł od dużego. Uzbierano łącznie 2,6 tys. złotych, z czego 1000 zł zostało przekazane na naprawę szyb wybitych podczas koncertu.

### VIII edycja (2000)
Koncert w ramach VIII edycji był nazywany Czad Orkiestrą 2000, zorganizowano go dnia 9 stycznia 2000 roku. W odróżnieniu od poprzedniej edycji, tegoroczny koncert przebiegł spokojnie; nie odnotowano wówczas incydentów w postaci stłuczonych szyb bądź bójek ze skinheadami, nie było także interwencji ze strony policji. W koncercie udział wzięły m.in. Brudne Dzieci Sida, Sondbrucku, Piwniczne Odpady, Podwórkowi Chuligani, Prawda, KSU, Psy Wojny, Włochaty, 1125, Cela nr 3, Under The Gun, Alians, Wańka Wstańka, Farben Lehre, Skampararas, Rejestracja oraz Skankan; wystawiono także teatralny spektakl pod tytułem Dajmy se po rajtach oraz ponownie zorganizowano Czad-Giełdę.
Na koncert przybyło około 1800 osób; do każdego biletu organizatorzy dołączali kasetę z utworami zespołu Piwniczne Odpady.

### IX edycja (2001)
Koncert w ramach IX edycji POŚP-u został zorganizowany dnia 7 stycznia 2001 roku i zagrało w nim 17 zespołów, w tym rosyjski Spitfire oraz polskie zespoły Femina, Blade Loki, Plebania, Prawda, Vespa, Po prostu, Habakuk i Bulbulators.
Uzbierano ponad 18 tys. złotych.

### X edycja (2002)
13 stycznia 2002 roku w krakowskim Klubie 38 odbyła się X edycja Punkowej Orkiestry Świątecznej Pomocy; wówczas zagrały m.in. Psy Wojny, Defekt Muzgó, Biała Gorączka, The Analogs, Los Fastidios, Anti-Nowhere League, Oxymoron, Oi Polloi, Skarface oraz KSU.
Miała także miejsce awantura wszczęta przez dwie osoby będące pod wpływem alkoholu, napadnięto także na jednego z wolontariuszy; w opanowanie sytuacji zaangażowanych było 200 policjantów. Rannych zostało kilkanaście osób, w tym czterech policjantów; aresztowano natomiast kilkadziesiąt osób w przedziale wiekowym od 17 do 19 lat.

### XI edycja (2003)
XI edycja była ostatnią edycją zorganizowaną przez Janusza Krzeczowskiego. Miała ona miejsce w dniu 12 stycznia 2003 roku w Hali Wisły Kraków, podczas koncertu zagrały zespoły Abaddon, The Analogs, Defekt Muzgó, Blade Loki, Włochaty, Oi Polloi, UK Subs, The Vibrators, Psy Wojny, KSU, Farben Lehre, Cool Kids of Death, Plebania, Stracony, Cela nr 3 oraz Myszka.

### XII edycja (2010)
XII edycja POŚP-u została zorganizowana przez Łukasza Nowickiego oraz Bartłomieja Bigę, przy organizacji wydarzenia pomogli działacze fundacji Bratniak. Koncert odbył się dnia 10 stycznia 2010 roku w krakowskim Klubie Studenckim Żaczek, udział w koncercie wzięły polskie punk rockowe zespoły Holden Avenue, Bomb The World, Fix Up, Radio Bagdad, Per-Wers, Palnikiem Do Góry, Foreplay oraz francuski zespół Money Runners.

### XIII edycja (2011)
Koncert odbył się dnia 9 stycznia 2011 roku. W wydarzeniu udział wzięli wykonawcy: Kakao Drinkers, Grin piss, Snafu, Timmy And The Drugs oraz The Efekt.